# Ricci (cognome)
Ricci è un cognome di lingua italiana.

## Varianti
La Riccia, La Rizza, Larizza, Lo Riccio, Lo Rizzo, Lorizzo, Riccelli, Ricceri, Riccetti, Ricciarelli, Riccini, Riccio, Riccioli, Ricciolini, Ricciolino, Riccioni, Ricciotti, Riccitelli, Riccitiello, Ricciulli, Ricciuti, Ricciuto, Risso, Rissolo, Rissone, Rizzarelli, Rizzari, Rizzati, Rizzato, Rizzatti, Rizzatto, Rizzelli, Rizzello, Rizzetti, Rizzetto, Rizzi, Rizziello, Rizzieri, Rizzillo, Rizzini, Rizzioli, Rizzo, Rizzola, Rizzoli, Rizzolo, Rizzon, Rizzone, Rizzoni, Rizzotti, Rizzotto, Rizzuti, Rizzuto.

## Origine e diffusione
Deriva da soprannomi legati al termine dialettale rizzo, usato per indicare persone con i capelli crespi o persone caratterialmente aspre e spigolose. Nono cognome per diffusione in Italia, Ricci è portato da circa 15 000 famiglie, ed è concentrato nelle regioni dell'Italia centrale e settentrionale, in particolar modo in Liguria, nel Lazio nord-occidentale (Civitavecchia), in Versilia e in Emilia.
Pressoché inesistente nel Sud Italia, è però presente con le varianti Rizzo, Rizzotto e Rizzotti.

## Persone
- Chiara Ricci, attrice, conduttrice televisiva e ex modella italiana (Roma, n. 1977)
- Nora Ricci, attrice italiana (Viareggio, n. 1924 - Roma, † 1976)
- Sara Ricci, attrice italiana (Roma, n. 1968)